# كريم أباد (ريغستان)
کریم أباد (بالفارسية: کریم‌آباد) هي قرية تقع في إيران في قسم ریغستان الريفي. يقدر عدد سكانها بـ 93 نسمة .